# Bystrzyk (Pieniny)

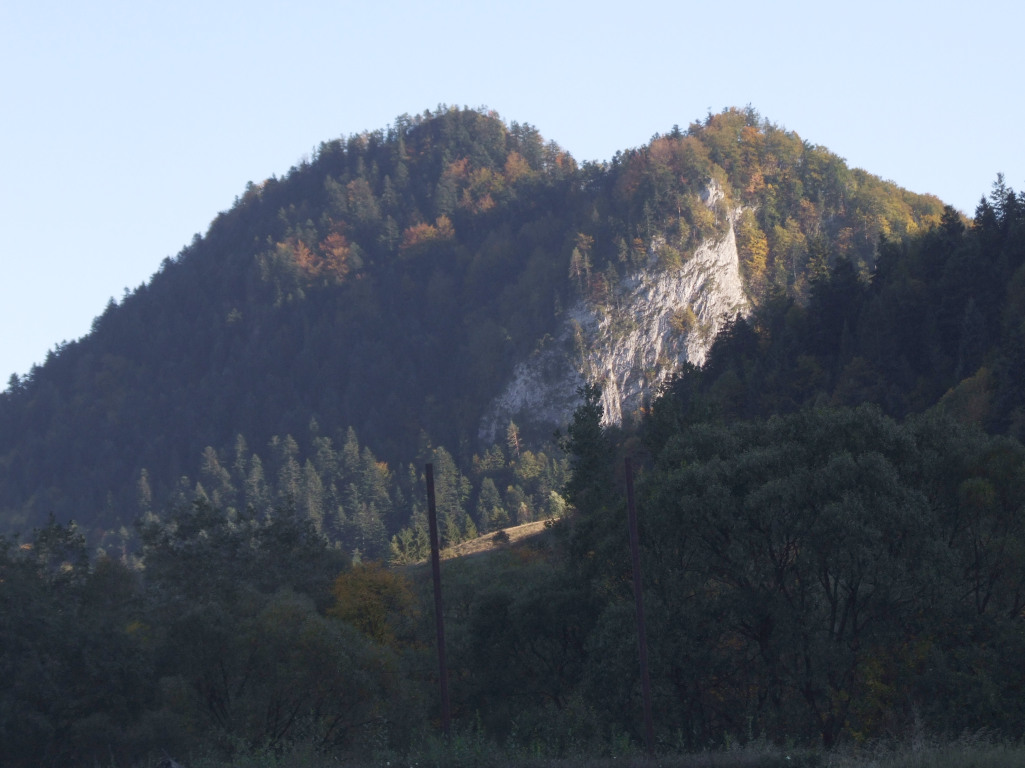
Bystrzyk od zachodniej strony

Bystrzyk (686 m, 704 m) – szczyt wieńczący wschodnią ścianę Przełomu Pienińskiego, naprzeciwko Sokolicy. Należy do Małych Pienin, przez niektórych geografów zaliczany jest jednak do Pienin Właściwych, jako zakończenie grzbietu Pieninek. Zbudowany jest z twardych wapieni rogowcowych serii pienińskiej. Tworzy skalistą grań długości ok. 200 m, przez którą przebiega granica polsko-słowacka. Po północnej (polskiej) stronie tej grani znajduje się strome zbocze porośnięte świerkowo-jodłowym lasem, na południową natomiast stronę do Leśnickiego Potoku grań opada bardzo efektowną, niemal pionową ścianą o wysokości ok. 70 m. W ścianie tej znajdują się duże wnęki i rosną pojedyncze kępy bardzo rzadkiego gatunku jałowca sawiny. U podnóża ściany, wzdłuż Leśnickiego Potoku prowadzi do Leśnicy droga (zamknięta dla ruchu pojazdów, jeżdżą nią tylko samochody odwożące tratwy flisaków słowackich i inne upoważnione), ścieżka rowerowa i pieszy szlak turystyczny, oddzielony od drogi barierą. W miejscu, gdzie Leśnicki Potok uchodzi do Dunajca, ściana Bystrzyka kończy się potężną skałą zwaną Wylizaną.
Od północno-zachodniej strony Bystrzyk opada do Dunajca bardzo stromym, zalesionym zboczem, w którym wyróżnia się doskonale widoczna z drogi od Krościenka do Szczawnicy wapienna skała zwana Białą Skałą. Ze Szczawnicy, wzdłuż Dunajca, podnóżami zboczy Bystrzyka prowadzi Droga Pienińska.
Istniało dawniej, wyznakowane w 1928 r. dojście na grań Bystrzyka od strony zachodniej. Obecnie jest ono niedostępne. Bystrzyk w starych dokumentach nosił różne nazwy; zwany był Kaczą Górą, Kaczyńcem, Siodełkiem (tę nazwę obecnie nosi przełęcz oddzielająca Białą Ścianę od grani Bystrzyka).
Polskie stoki Bystrzyka znajdują się w mieście Szczawnica w województwie małopolskim, w powiecie nowotarskim, w gminie miejsko-wiejskiej Szczawnica.
Bogata gatunkowo flora. Występują tutaj m.in. tak rzadkie w Polsce gatunki roślin, jak: chaber barwny, irga czarna, tawuła średnia.